# Mount Hope (Wirginia Zachodnia)
Mount Hope – miasto w Stanach Zjednoczonych, w stanie Wirginia Zachodnia, w hrabstwie Fayette.